# Pentilona
La Pentilona (β-ceto-metilbenzodioxolilopentanamina, βk-metil-K, βk-MBDP, metilendioxipentedrona o 1-(3,4-metilendioxifenil)-2-(metilamino)pentan-1- ona) es un estimulante desarrollado en la década de 1960. Es una catinona sustituida (un tipo de fenetilamina sustituida). Se ha identificado en algunas muestras de polvos vendidos como 'NRG-1', junto con diversas mezclas de otros derivados de catinona, como flefedrona, MDPBP, MDPV y 4-MePPP. También se encontró en combinación con 4-MePPP que se vende como 'NRG-3'. Los informes indican que los efectos secundarios incluyen sentimientos de paranoia, agitación e incapacidad para dormir, con efectos que duran varios días en dosis altas.

## Farmacología
La pentilona actúa como inhibidor de la recaptación de serotonina, norepinefrina y dopamina y como agente liberador de serotonina.